# Interlands Litouws voetbalelftal 1930-1939
Deze pagina toont een chronologisch en gedetailleerd overzicht van de interlands die het Litouws voetbalelftal heeft gespeeld in de periode 1930 – 1939.

## Interlands

### 1930
|                                                                            |                                              |       |                    |                                                                                      |
| 15 augustus Baltische Beker 1930 № 17 «onderlinge duels» 17:00 uur (UTC+2) | Litouwen                                     | 2 – 1 | Estland            | Kariuomenės Stadionas, Kaunas Toeschouwers: 2.600 Scheidsrechter: Georg Muntau (GER) |
| 15 augustus Baltische Beker 1930 № 17 «onderlinge duels» 17:00 uur (UTC+2) | Jaroslavas Citavičius 65' Antanas Lingis 67' |       | 49' Friedrich Karm | Kariuomenės Stadionas, Kaunas Toeschouwers: 2.600 Scheidsrechter: Georg Muntau (GER) |

|                                                                            |                                                                     |       |                               |                                                                                      |
| 17 augustus Baltische Beker 1930 № 18 «onderlinge duels» 16:30 uur (UTC+2) | Litouwen                                                            | 3 – 3 | Letland                       | Kariuomenės Stadionas, Kaunas Toeschouwers: 5.000 Scheidsrechter: Georg Muntau (GER) |
| 17 augustus Baltische Beker 1930 № 18 «onderlinge duels» 16:30 uur (UTC+2) | Jaroslavas Citavičius 32' Antanas Lingis 46' Stepas Chmelevskis 89' |       | 37', 61', 64' Ērihs Pētersons | Kariuomenės Stadionas, Kaunas Toeschouwers: 5.000 Scheidsrechter: Georg Muntau (GER) |

|                                                                          |                                                                                     |       |         |                                                                                      |
| 13 september Vriendschappelijk № 19 «onderlinge duels» 16:30 uur (UTC+2) | Litouwen                                                                            | 4 – 0 | Estland | Miesto Stadionas, Klaipėda Toeschouwers: 3.000 Scheidsrechter: Gustavs Krūmiņš (LVA) |
| 13 september Vriendschappelijk № 19 «onderlinge duels» 16:30 uur (UTC+2) | Stepas Chmelevskis 27' Albertas Zekas 47' Antanas Lingis 76' Stepas Chmelevskis 81' |       |         | Miesto Stadionas, Klaipėda Toeschouwers: 3.000 Scheidsrechter: Gustavs Krūmiņš (LVA) |

### 1931
|                                                                    |                                                                            |       |                               |                                                                                  |
| 9 juni Vriendschappelijk № 20 «onderlinge duels» 19:00 uur (UTC+2) | Estland                                                                    | 4 – 1 | Litouwen                      | Kadriorustadion, Tallinn Toeschouwers: 4.000 Scheidsrechter: Esko Pekkonen (FIN) |
| 9 juni Vriendschappelijk № 20 «onderlinge duels» 19:00 uur (UTC+2) | Friedrich Karm 19' Leonhard Kass 40' Friedrich Karm 80' Friedrich Karm 82' |       | 70' (pen.) Stepas Chmelevskis | Kadriorustadion, Tallinn Toeschouwers: 4.000 Scheidsrechter: Esko Pekkonen (FIN) |

|                                                                     |                                                        |       |                                              |                                                                            |
| 30 juni Vriendschappelijk № 21 «onderlinge duels» 18:30 uur (UTC+2) | Letland                                                | 5 – 2 | Litouwen                                     | LSB stadions, Riga Toeschouwers: 3.500 Scheidsrechter: Heinrich Paal (EST) |
| 30 juni Vriendschappelijk № 21 «onderlinge duels» 18:30 uur (UTC+2) | Ērihs Pētersons 16', 33', 56', 59' Alfrēds Verners 87' |       | 39' Jaroslavas Citavičius 41' Juozas Dirgėla | LSB stadions, Riga Toeschouwers: 3.500 Scheidsrechter: Heinrich Paal (EST) |

|                                                                         |                                             |       |                                            |                                                                              |
| 26 augustus Vriendschappelijk № 22 «onderlinge duels» 17:00 uur (UTC+2) | Litouwen                                    | 2 – 4 | Roemenië                                   | LFLS Stadion, Kaunas Toeschouwers: 1.000 Scheidsrechter: Juris Rēdlihs (LVA) |
| 26 augustus Vriendschappelijk № 22 «onderlinge duels» 17:00 uur (UTC+2) | Leonas Raclauskas 34' Vilius Trumpjonas 37' |       | 1', 28', 81' Iuliu Bodola 58' Graţian Sepi | LFLS Stadion, Kaunas Toeschouwers: 1.000 Scheidsrechter: Juris Rēdlihs (LVA) |

|                                                                            |                                           |       |          |                                                                                  |
| 30 augustus Baltische Beker 1931 № 23 «onderlinge duels» 17:30 uur (UTC+2) | Estland                                   | 2 – 0 | Litouwen | Kadriorustadion, Tallinn Toeschouwers: 4.200 Scheidsrechter: Osborn Wenzel (SWE) |
| 30 augustus Baltische Beker 1931 № 23 «onderlinge duels» 17:30 uur (UTC+2) | Eduard Ellman-Eelma 13' Leonhard Kass 50' |       |          | Kadriorustadion, Tallinn Toeschouwers: 4.200 Scheidsrechter: Osborn Wenzel (SWE) |

|                                                                            |                     |       |          |                                                                                  |
| 31 augustus Baltische Beker 1931 № 24 «onderlinge duels» 17:30 uur (UTC+2) | Letland             | 1 – 0 | Litouwen | Kadriorustadion, Tallinn Toeschouwers: 2.000 Scheidsrechter: Osborn Wenzel (SWE) |
| 31 augustus Baltische Beker 1931 № 24 «onderlinge duels» 17:30 uur (UTC+2) | Ērihs Pētersons 11' |       |          | Kadriorustadion, Tallinn Toeschouwers: 2.000 Scheidsrechter: Osborn Wenzel (SWE) |

### 1932
|                                                                     |                           |       |                                                                        |                                                                              |
| 29 juni Vriendschappelijk № 25 «onderlinge duels» 17:40 uur (UTC+2) | Litouwen                  | 2 – 3 | Letland                                                                | LFLS Stadion, Kaunas Toeschouwers: 2.000 Scheidsrechter: Heinrich Paal (EST) |
| 29 juni Vriendschappelijk № 25 «onderlinge duels» 17:40 uur (UTC+2) | Antanas Lingis 74' (pen.) |       | 9' Alberts Šeibelis 11', 86' Hermanis Jēnihs 88' Jaroslavas Citavičius | LFLS Stadion, Kaunas Toeschouwers: 2.000 Scheidsrechter: Heinrich Paal (EST) |

|                                                                     |                                         |       |                    |                                                                                     |
| 24 juli Vriendschappelijk № 26 «onderlinge duels» 18:00 uur (UTC+2) | Letland                                 | 2 – 1 | Litouwen           | Stadions Olimpija, Liepāja Toeschouwers: 15.000 Scheidsrechter: Voldemar Rõks (EST) |
| 24 juli Vriendschappelijk № 26 «onderlinge duels» 18:00 uur (UTC+2) | Ērihs Pētersons 42' Arnolds Tauriņš 80' |       | 85' Antanas Lingis | Stadions Olimpija, Liepāja Toeschouwers: 15.000 Scheidsrechter: Voldemar Rõks (EST) |

|                                                                        |                           |       |         |                                                                              |
| 6 augustus Vriendschappelijk № 27 «onderlinge duels» 17:30 uur (UTC+2) | Litouwen                  | 1 – 0 | Estland | LFLS Stadion, Kaunas Toeschouwers: 1.000 Scheidsrechter: Juris Rēdlihs (LVA) |
| 6 augustus Vriendschappelijk № 27 «onderlinge duels» 17:30 uur (UTC+2) | Jaroslavas Citavičius 36' |       |         | LFLS Stadion, Kaunas Toeschouwers: 1.000 Scheidsrechter: Juris Rēdlihs (LVA) |

|                                                                            |                                                                                  |       |                           |                                                                         |
| 28 augustus Baltische Beker 1932 № 28 «onderlinge duels» 17:30 uur (UTC+2) | Letland                                                                          | 4 – 1 | Litouwen                  | JKS-stadions, Riga Toeschouwers: 4.000 Scheidsrechter: Sven Klang (SWE) |
| 28 augustus Baltische Beker 1932 № 28 «onderlinge duels» 17:30 uur (UTC+2) | Ērihs Pētersons 52' Alberts Šeibelis 53' Hermanis Jēnihs 65' Arnolds Tauriņš 73' |       | 15' Jaroslavas Citavičius | JKS-stadions, Riga Toeschouwers: 4.000 Scheidsrechter: Sven Klang (SWE) |

|                                                                            |                  |       |                                           |                                                                         |
| 29 augustus Baltische Beker 1932 № 29 «onderlinge duels» 18:00 uur (UTC+2) | Estland          | 1 – 2 | Litouwen                                  | JKS-stadions, Riga Toeschouwers: 3.000 Scheidsrechter: Sven Klang (SWE) |
| 29 augustus Baltische Beker 1932 № 29 «onderlinge duels» 18:00 uur (UTC+2) | Roman Mõtlik 11' |       | 30' Eduardas Čižauskas 70' Antanas Lingis | JKS-stadions, Riga Toeschouwers: 3.000 Scheidsrechter: Sven Klang (SWE) |

|                                                        |                    |       |         |                                                                            |
| 11 september Vriendschappelijk № 30 «onderlinge duels» | Litouwen           | 1 – 0 | Letland | LFLS Stadion, Kaunas Toeschouwers: 2.000 Scheidsrechter: Otto Silber (EST) |
| 11 september Vriendschappelijk № 30 «onderlinge duels» | Antanas Lingis 13' |       |         | LFLS Stadion, Kaunas Toeschouwers: 2.000 Scheidsrechter: Otto Silber (EST) |

|                                                                          |                                                                                      |       |                     |                                                                                       |
| 25 september Vriendschappelijk № 31 «onderlinge duels» 14:00 uur (UTC+1) | Zweden                                                                               | 8 – 1 | Litouwen            | Olympisch Stadion, Stockholm Toeschouwers: 15.000 Scheidsrechter: Yrjö Tuhkunen (FIN) |
| 25 september Vriendschappelijk № 31 «onderlinge duels» 14:00 uur (UTC+1) | Ragnar Gustavsson 11', 78' Holger Johansson 48', 52' John Nilsson 59', 60', 65', 75' |       | 52' Leonas Efišovas | Olympisch Stadion, Stockholm Toeschouwers: 15.000 Scheidsrechter: Yrjö Tuhkunen (FIN) |

### 1933
|                                                                     | |       |                                            |                                                                            |
| 12 juni Vriendschappelijk № 32 «onderlinge duels» 18:30 uur (UTC+2) | Letland                                                                                              | 6 – 2 | Litouwen                                   | JKS-stadions, Riga Toeschouwers: 3.000 Scheidsrechter: Heinrich Paal (EST) |
| 12 juni Vriendschappelijk № 32 «onderlinge duels» 18:30 uur (UTC+2) | Ērihs Pētersons 9' Ērihs Brēde 24' Alberts Šeibelis 34' Ērihs Pētersons 74', 74' Arnolds Tauriņš 86' |       | 30' Zigmas Sabaliauskas 32' Juozas Dirgėla | JKS-stadions, Riga Toeschouwers: 3.000 Scheidsrechter: Heinrich Paal (EST) |

|                                                                        |          |                       |        |                                                                                       |
| 29 juni WK 1934 kwalificatie № 33 «onderlinge duels» 18:00 uur (UTC+2) | Litouwen | 0 – 2                 | Zweden | Kariuomenės Stadionas, Kaunas Toeschouwers: 6.000 Scheidsrechter: August Silber (EST) |
| 29 juni WK 1934 kwalificatie № 33 «onderlinge duels» 18:00 uur (UTC+2) |          | 55', 65' Knut Hansson |        | Kariuomenės Stadionas, Kaunas Toeschouwers: 6.000 Scheidsrechter: August Silber (EST) |

|                                                                     |                                                 |       |                           |                                                                                  |
| 20 juli Vriendschappelijk № 34 «onderlinge duels» 19:00 uur (UTC+2) | Estland                                         | 2 – 1 | Litouwen                  | Kadriorustadion, Tallinn Toeschouwers: 4.500 Scheidsrechter: Yrjö Tuhkunen (FIN) |
| 20 juli Vriendschappelijk № 34 «onderlinge duels» 19:00 uur (UTC+2) | Karl-Richard Idlane 68' Karl-Richard Idlane 78' |       | 30' Jaroslavas Citavičius | Kadriorustadion, Tallinn Toeschouwers: 4.500 Scheidsrechter: Yrjö Tuhkunen (FIN) |

|                                                                        | |       |                                                |                                                                                      |
| 9 augustus Vriendschappelijk № 35 «onderlinge duels» 18:30 uur (UTC+2) | Finland | 9 – 2 | Litouwen                                       | Töölön Pallokenttä, Helsinki Toeschouwers: 3.196 Scheidsrechter: Voldemar Rõks (EST) |
| 9 augustus Vriendschappelijk № 35 «onderlinge duels» 18:30 uur (UTC+2) | Gunnar Åström 2', 70' Max Viinioksa 7' Ernst Grönlund 19', 62' Eero Ronkanen 32', 56' Leo Karjagin 41' Leo Karjagin 83' |       | 4' Zigmas Sabaliauskas 87' Zigmas Sabaliauskas | Töölön Pallokenttä, Helsinki Toeschouwers: 3.196 Scheidsrechter: Voldemar Rõks (EST) |

|                                                                            |                                    |                  |                             |                                                                                       |
| 2 september Baltische Beker 1933 № 36 «onderlinge duels» 16:30 uur (UTC+2) | Litouwen Jaroslavas Citavičius 55' | 1 – 1 (gestaakt) | Estland 15' Richard Kuremaa | Kariuomenės Stadionas, Kaunas Toeschouwers: 3.000 Scheidsrechter: Yrjö Tuhkunen (FIN) |
| 2 september Baltische Beker 1933 № 36 «onderlinge duels» 16:30 uur (UTC+2) |                                    |                  |                             | Kariuomenės Stadionas, Kaunas Toeschouwers: 3.000 Scheidsrechter: Yrjö Tuhkunen (FIN) |

|                                                                            |                                                     |                  |                                  |                                                                                       |
| 4 september Baltische Beker 1933 № 37 «onderlinge duels» 16:00 uur (UTC+2) | Litouwen Zigmas Sabaliauskas 33' Antanas Lingis 55' | 2 – 2 (gestaakt) | Letland 52', 65' Ērihs Pētersons | Kariuomenės Stadionas, Kaunas Toeschouwers: 3.000 Scheidsrechter: Yrjö Tuhkunen (FIN) |
| 4 september Baltische Beker 1933 № 37 «onderlinge duels» 16:00 uur (UTC+2) |                                                     |                  |                                  | Kariuomenės Stadionas, Kaunas Toeschouwers: 3.000 Scheidsrechter: Yrjö Tuhkunen (FIN) |

|                                                                         |          |                                                                   |         |                                                                                       |
| 5 september Vriendschappelijk № 38 «onderlinge duels» 16:00 uur (UTC+2) | Litouwen | 0 – 5                                                             | Estland | Kariuomenės Stadionas, Kaunas Toeschouwers: 1.000 Scheidsrechter: Yrjö Tuhkunen (FIN) |
| 5 september Vriendschappelijk № 38 «onderlinge duels» 16:00 uur (UTC+2) |          | 6', 45', 49' Eduard Eelma 28' Georg Siimenson 77' Richard Kuremaa |         | Kariuomenės Stadionas, Kaunas Toeschouwers: 1.000 Scheidsrechter: Yrjö Tuhkunen (FIN) |

### 1934
|                                                                     |                               |       |         |                                                                                         |
| 10 juni Vriendschappelijk № 39 «onderlinge duels» 18:00 uur (UTC+2) | Litouwen                      | 2 – 0 | Letland | Kariuomenės Stadionas, Kaunas Toeschouwers: 3.000 Scheidsrechter: Voldemar Loodla (EST) |
| 10 juni Vriendschappelijk № 39 «onderlinge duels» 18:00 uur (UTC+2) | Juozas Baliulevičius 11', 78' |       |         | Kariuomenės Stadionas, Kaunas Toeschouwers: 3.000 Scheidsrechter: Voldemar Loodla (EST) |

|                                                                     |                         |       |                |                                                                                       |
| 29 juni Vriendschappelijk № 40 «onderlinge duels» 18:00 uur (UTC+2) | Litouwen                | 1 – 1 | Estland        | Kariuomenės Stadionas, Kaunas Toeschouwers: 2.000 Scheidsrechter: Juris Rēdlihs (LVA) |
| 29 juni Vriendschappelijk № 40 «onderlinge duels» 18:00 uur (UTC+2) | Zigmas Sabaliauskas 82' |       | 33' Egon Parbo | Kariuomenės Stadionas, Kaunas Toeschouwers: 2.000 Scheidsrechter: Juris Rēdlihs (LVA) |

|                                                                         |                          |       |         |                                                                                       |
| 16 augustus Vriendschappelijk № 41 «onderlinge duels» 17:00 uur (UTC+2) | Litouwen                 | 1 – 0 | Finland | Kariuomenės Stadionas, Kaunas Toeschouwers: 5.000 Scheidsrechter: Juris Rēdlihs (LVA) |
| 16 augustus Vriendschappelijk № 41 «onderlinge duels» 17:00 uur (UTC+2) | Henrikas Kersnauskas 57' |       |         | Kariuomenės Stadionas, Kaunas Toeschouwers: 5.000 Scheidsrechter: Juris Rēdlihs (LVA) |

|                                                                         |                      |       |                                                                  |                                                                            |
| 9 september Vriendschappelijk № 42 «onderlinge duels» 16:30 uur (UTC+2) | Letland              | 1 – 3 | Litouwen                                                         | JKS-stadions, Riga Toeschouwers: 5.000 Scheidsrechter: Yrjö Tuhkunen (FIN) |
| 9 september Vriendschappelijk № 42 «onderlinge duels» 16:30 uur (UTC+2) | Vaclavs Borduško 37' |       | 28' (e.d.) Aņisims Pavlovs 41' Juozas Klimas 75' Vladas Bubnovas | JKS-stadions, Riga Toeschouwers: 5.000 Scheidsrechter: Yrjö Tuhkunen (FIN) |

### 1935
|                                                                    |                                                                      |       |                     |                                                                            |
| 30 mei Vriendschappelijk № 43 «onderlinge duels» 17:00 uur (UTC+2) | Letland                                                              | 6 – 1 | Litouwen            | JKS-stadions, Riga Toeschouwers: 5.000 Scheidsrechter: Sophus Hansen (DEN) |
| 30 mei Vriendschappelijk № 43 «onderlinge duels» 17:00 uur (UTC+2) | Ērihs Raisters 5' Hugo Vītols 30', 63', 77' Iļja Vestermans 75', 79' |       | 80' Jonas Bužinskas | JKS-stadions, Riga Toeschouwers: 5.000 Scheidsrechter: Sophus Hansen (DEN) |

|                                                                     |                                      |       |                                              |                                                                                    |
| 19 juni Vriendschappelijk № 44 «onderlinge duels» 19:00 uur (UTC+2) | Estland                              | 2 – 2 | Litouwen                                     | Kadriorustadion, Tallinn Toeschouwers: 5.000 Scheidsrechter: Einar Lundström (FIN) |
| 19 juni Vriendschappelijk № 44 «onderlinge duels» 19:00 uur (UTC+2) | Richard Kuremaa 54' Eduard Eelma 75' |       | 39' Henrikas Kersnauskas 70' Jonas Bužinskas | Kadriorustadion, Tallinn Toeschouwers: 5.000 Scheidsrechter: Einar Lundström (FIN) |

|                                                                            |                     |       |                                               |                                                                                 |
| 20 augustus Baltische Beker 1935 № 45 «onderlinge duels» 18:00 uur (UTC+2) | Estland             | 1 – 2 | Litouwen                                      | Kadriorustadion, Tallinn Toeschouwers: 6.000 Scheidsrechter: Rudolf Eklöw (SWE) |
| 20 augustus Baltische Beker 1935 № 45 «onderlinge duels» 18:00 uur (UTC+2) | Nikolai Linberg 45' |       | 32' Voldemaras Jaškevičius 75' Antanas Lingis | Kadriorustadion, Tallinn Toeschouwers: 6.000 Scheidsrechter: Rudolf Eklöw (SWE) |

|                                                                            |                          |       |                                       |                                                                                 |
| 21 augustus Baltische Beker 1935 № 46 «onderlinge duels» 18:00 uur (UTC+2) | Letland                  | 2 – 2 | Litouwen                              | Kadriorustadion, Tallinn Toeschouwers: 3.500 Scheidsrechter: Rudolf Eklöw (SWE) |
| 21 augustus Baltische Beker 1935 № 46 «onderlinge duels» 18:00 uur (UTC+2) | Iļja Vestermans 17', 75' |       | 33' Antanas Lingis 48' Juozas Gudelis | Kadriorustadion, Tallinn Toeschouwers: 3.500 Scheidsrechter: Rudolf Eklöw (SWE) |

|                                                                         |                                            |       |                                               |                                                                                       |
| 8 september Vriendschappelijk № 47 «onderlinge duels» 16:15 uur (UTC+2) | Litouwen                                   | 2 – 2 | Letland                                       | Kariuomenės Stadionas, Kaunas Toeschouwers: 5.000 Scheidsrechter: Sophus Hansen (DEN) |
| 8 september Vriendschappelijk № 47 «onderlinge duels» 16:15 uur (UTC+2) | Antanas Lingis 28' Romualdas Marcinkus 54' |       | 12' (pen.) Jānis Lidmanis 63' Ērihs Pētersons | Kariuomenės Stadionas, Kaunas Toeschouwers: 5.000 Scheidsrechter: Sophus Hansen (DEN) |

|                                                                          |                                             |       |                                         |                                                                                       |
| 18 september Vriendschappelijk № 48 «onderlinge duels» 15:45 uur (UTC+2) | Litouwen                                    | 2 – 2 | Estland                                 | Kariuomenės Stadionas, Kaunas Toeschouwers: 3.000 Scheidsrechter: Juris Rēdlihs (LVA) |
| 18 september Vriendschappelijk № 48 «onderlinge duels» 15:45 uur (UTC+2) | Antanas Lingis 38' Henrikas Kersnauskas 49' |       | 33' Richard Kuremaa 48' Richard Kuremaa | Kariuomenės Stadionas, Kaunas Toeschouwers: 3.000 Scheidsrechter: Juris Rēdlihs (LVA) |

### 1936
|                                                                     |                          |       |                                                                                     |                                                                                      |
| 14 juni Vriendschappelijk № 49 «onderlinge duels» 18:00 uur (UTC+2) | Litouwen                 | 1 – 5 | Letland                                                                             | Kariuomenės Stadionas, Kaunas Toeschouwers: 3.500 Scheidsrechter: Rudolf Eklöw (SWE) |
| 14 juni Vriendschappelijk № 49 «onderlinge duels» 18:00 uur (UTC+2) | Henrikas Kersnauskas 45' |       | 3', 76' Alfrēds Verners 24' Alberts Šeibelis 48' Ērihs Raisters 53' Roberts Pakalns | Kariuomenės Stadionas, Kaunas Toeschouwers: 3.500 Scheidsrechter: Rudolf Eklöw (SWE) |

|                                                                     |                                            |       |         |                                                                                       |
| 30 juni Vriendschappelijk № 50 «onderlinge duels» 17:45 uur (UTC+2) | Litouwen                                   | 2 – 0 | Estland | Valstybinis stadionas, Kaunas Toeschouwers: 5.000 Scheidsrechter: Juris Rēdlihs (LVA) |
| 30 juni Vriendschappelijk № 50 «onderlinge duels» 17:45 uur (UTC+2) | Juozas Gudelis 58' Zigmas Sabaliauskas 89' |       |         | Valstybinis stadionas, Kaunas Toeschouwers: 5.000 Scheidsrechter: Juris Rēdlihs (LVA) |

|                                                                            |                                          |       |                            |                                                                           |
| 29 augustus Baltische Beker 1936 № 51 «onderlinge duels» 16:30 uur (UTC+2) | Letland                                  | 2 – 1 | Litouwen                   | JKS-stadions, Riga Toeschouwers: 6.000 Scheidsrechter: Rudolf Eklöw (SWE) |
| 29 augustus Baltische Beker 1936 № 51 «onderlinge duels» 16:30 uur (UTC+2) | Iļja Vestermans 75' Alberts Šeibelis 90' |       | 27' Voldemaras Jaškevičius | JKS-stadions, Riga Toeschouwers: 6.000 Scheidsrechter: Rudolf Eklöw (SWE) |

|                                                                            |                                         |       |                    |                                                                           |
| 30 augustus Baltische Beker 1936 № 52 «onderlinge duels» 17:00 uur (UTC+2) | Estland                                 | 2 – 1 | Litouwen           | JKS-stadions, Riga Toeschouwers: 2.000 Scheidsrechter: Rudolf Eklöw (SWE) |
| 30 augustus Baltische Beker 1936 № 52 «onderlinge duels» 17:00 uur (UTC+2) | Georg Siimenson 24' Richard Kuremaa 61' |       | 84' Juozas Gudelis | JKS-stadions, Riga Toeschouwers: 2.000 Scheidsrechter: Rudolf Eklöw (SWE) |

### 1937
|                                                                    |                    |       |                                             |                                                                                       |
| 3 juni Vriendschappelijk № 53 «onderlinge duels» 17:45 uur (UTC+2) | Litouwen           | 1 – 2 | Estland                                     | Valstybinis stadionas, Kaunas Toeschouwers: 3.500 Scheidsrechter: Alois Beranek (AUT) |
| 3 juni Vriendschappelijk № 53 «onderlinge duels» 17:45 uur (UTC+2) | Juozas Gudelis 58' |       | 62' Karl Rudolf Sillak 89' Heinrich Uukkivi | Valstybinis stadionas, Kaunas Toeschouwers: 3.500 Scheidsrechter: Alois Beranek (AUT) |

|                                                                    |          |                                    |          |                                                                                       |
| 8 juli Vriendschappelijk № 54 «onderlinge duels» 18:15 uur (UTC+2) | Litouwen | 0 – 2                              | Roemenië | Valstybinis stadionas, Kaunas Toeschouwers: 5.000 Scheidsrechter: Voldemar Rõks (EST) |
| 8 juli Vriendschappelijk № 54 «onderlinge duels» 18:15 uur (UTC+2) |          | 17' Ionică Bogdan 88' Iuliu Bodola |          | Valstybinis stadionas, Kaunas Toeschouwers: 5.000 Scheidsrechter: Voldemar Rõks (EST) |

|                                                                        |                                     |       |                           |                                                                            |
| 29 juli WK 1938 kwalificatie № 55 «onderlinge duels» 18:00 uur (UTC+2) | Letland                             | 4 – 2 | Litouwen                  | ASK Stadions, Riga Toeschouwers: 10.000 Scheidsrechter: Gustav Krist (TCH) |
| 29 juli WK 1938 kwalificatie № 55 «onderlinge duels» 18:00 uur (UTC+2) | Kaņeps 19', 52', 83' Vestermans 50' |       | 79' Gudelis 90' Paulionis | ASK Stadions, Riga Toeschouwers: 10.000 Scheidsrechter: Gustav Krist (TCH) |

|                                                                                                   |               |       |                                                        |                                                                                           |
| 3 september WK 1938 kwalificatie / Baltische Beker 1937 № 56 «onderlinge duels» 16:00 uur (UTC+2) | Litouwen      | 1 – 5 | Letland                                                | Valstybinis stadionas, Kaunas Toeschouwers: 8.000 Scheidsrechter: Hans Frankenstein (AUT) |
| 3 september WK 1938 kwalificatie / Baltische Beker 1937 № 56 «onderlinge duels» 16:00 uur (UTC+2) | Paulionis 72' |       | 4', 45' (pen.) Kaņeps 11', 30' Borduško 67' Vestermans | Valstybinis stadionas, Kaunas Toeschouwers: 8.000 Scheidsrechter: Hans Frankenstein (AUT) |

|                                                                            |          |                                                                |         |                                                                                           |
| 5 september Baltische Beker 1937 № 57 «onderlinge duels» 16:00 uur (UTC+2) | Litouwen | 0 – 4                                                          | Estland | Valstybinis stadionas, Kaunas Toeschouwers: 8.000 Scheidsrechter: Hans Frankenstein (AUT) |
| 5 september Baltische Beker 1937 № 57 «onderlinge duels» 16:00 uur (UTC+2) |          | 3', 50' Georg Siimenson 22' Heinrich Uukkivi 37' Aavo Sillandi |         | Valstybinis stadionas, Kaunas Toeschouwers: 8.000 Scheidsrechter: Hans Frankenstein (AUT) |

### 1938
|                                                                    |                            |       |          |                                                                             |
| 17 mei Vriendschappelijk № 58 «onderlinge duels» 19:00 uur (UTC+2) | Letland                    | 2 – 0 | Litouwen | ASK Stadions, Riga Toeschouwers: 12.000 Scheidsrechter: Alois Beranek (AUT) |
| 17 mei Vriendschappelijk № 58 «onderlinge duels» 19:00 uur (UTC+2) | Aleksandrs Vanags 73', 87' |       |          | ASK Stadions, Riga Toeschouwers: 12.000 Scheidsrechter: Alois Beranek (AUT) |

|                                                                     |          |                          |         |                                                                                        |
| 11 juni Vriendschappelijk № 59 «onderlinge duels» 18:00 uur (UTC+2) | Litouwen | 0 – 2                    | Estland | Valstybinis stadionas, Kaunas Toeschouwers: 5.000 Scheidsrechter: Arvīds Jurgens (LVA) |
| 11 juni Vriendschappelijk № 59 «onderlinge duels» 18:00 uur (UTC+2) |          | 19', 38' Richard Kuremaa |         | Valstybinis stadionas, Kaunas Toeschouwers: 5.000 Scheidsrechter: Arvīds Jurgens (LVA) |

|                                                                     |          |       |           |                                                                                      |
| 29 juni Vriendschappelijk № 60 «onderlinge duels» 18:00 uur (UTC+2) | Litouwen | 0 – 3 | Hongarije | Valstybinis stadionas, Kaunas Toeschouwers: 5.000 Scheidsrechter: Eduard Eelma (EST) |
| 29 juni Vriendschappelijk № 60 «onderlinge duels» 18:00 uur (UTC+2) |          | ?     |           | Valstybinis stadionas, Kaunas Toeschouwers: 5.000 Scheidsrechter: Eduard Eelma (EST) |

|                                                                            |                                              |       |                  |                                                                                   |
| 3 september Baltische Beker 1938 № 61 «onderlinge duels» 17:30 uur (UTC+2) | Estland                                      | 3 – 1 | Litouwen         | Kadriorustadion, Tallinn Toeschouwers: 7.000 Scheidsrechter: Fritz Bouillon (GER) |
| 3 september Baltische Beker 1938 № 61 «onderlinge duels» 17:30 uur (UTC+2) | Ralf Veidemann 40', 44' Heinrich Uukkivi 69' |       | 72' Kazys Šurkus | Kadriorustadion, Tallinn Toeschouwers: 7.000 Scheidsrechter: Fritz Bouillon (GER) |

|                                                                            |                    |       |                            |                                                                                   |
| 4 september Baltische Beker 1938 № 62 «onderlinge duels» 17:30 uur (UTC+2) | Letland            | 1 – 1 | Litouwen                   | Kadriorustadion, Tallinn Toeschouwers: 3.000 Scheidsrechter: Fritz Bouillon (GER) |
| 4 september Baltische Beker 1938 № 62 «onderlinge duels» 17:30 uur (UTC+2) | Francis Krupšs 87' |       | 28' Voldemaras Jaškevičius | Kadriorustadion, Tallinn Toeschouwers: 3.000 Scheidsrechter: Fritz Bouillon (GER) |

|                                                                          |                              |       |                            |                                                                                    |
| 18 september Vriendschappelijk № 63 «onderlinge duels» 14:00 uur (UTC+2) | Finland                      | 3 – 1 | Litouwen                   | Olympisch Stadion, Helsinki Toeschouwers: 6.457 Scheidsrechter: Eduard Eelma (EST) |
| 18 september Vriendschappelijk № 63 «onderlinge duels» 14:00 uur (UTC+2) | Aatos Lehtonen 30', 56', 75' |       | 16' Voldemaras Jaškevičius | Olympisch Stadion, Helsinki Toeschouwers: 6.457 Scheidsrechter: Eduard Eelma (EST) |

### 1939
|                                                                     | |       |          |                                                                                            |
| 11 juni Vriendschappelijk № 64 «onderlinge duels» 18:00 uur (UTC+1) | Zweden                                                                                                | 7 – 0 | Litouwen | Tingvalla Idrottsplats, Karlstad Toeschouwers: 5.602 Scheidsrechter: Kolbjørn Dæhlen (NOR) |
| 11 juni Vriendschappelijk № 64 «onderlinge duels» 18:00 uur (UTC+1) | Ragnar Larsson 1', 87' Kurt Hjelm 9', 12' Stig Nyström 31' Erik Lundin 59' (pen.) Willis Karlsson 72' |       |          | Tingvalla Idrottsplats, Karlstad Toeschouwers: 5.602 Scheidsrechter: Kolbjørn Dæhlen (NOR) |

|                                                                         |         |                        |          |                                                                                    |
| 27 augustus Vriendschappelijk № 65 «onderlinge duels» 17:30 uur (UTC+2) | Estland | 0 – 1                  | Litouwen | Kadriorustadion, Tallinn Toeschouwers: 5.500 Scheidsrechter: Einar Lundström (FIN) |
| 27 augustus Vriendschappelijk № 65 «onderlinge duels» 17:30 uur (UTC+2) |         | 60' Vladas Adomavičius |          | Kadriorustadion, Tallinn Toeschouwers: 5.500 Scheidsrechter: Einar Lundström (FIN) |

België · Bulgarije · Denemarken · Duitsland · Engeland · Estland · Finland · Frankrijk · Griekenland · Hongarije · Ierland · Israël · Italië · Joegoslavië · Letland · Litouwen · Luxemburg · Nederland · Noord-Ierland · Noorwegen · Oostenrijk · Polen · Portugal · Roemenië · Schotland · Spanje · Tsjecho-Slowakije · Turkije · Wales · Zweden · Zwitserland
LFF · A-internationals · Bondscoaches · Statistieken · Litouws vrouwenelftal · Olympisch elftal · Litouwen U21 · Litouwen U20 · Litouwen U19 · Litouwen U18 · Litouwen U17 · Litouwen U16
1923 – 1929 ·
1930 – 1939 ·
1940 – 1949 ·
1950 – 1989 · 
1990 – 1999 ·
2000 – 2009 ·
2010 – 2019 ·
2020 − 2029
1923 · 
1924 · 
1925 · 
1926 · 
1927 · 
1928 · 
1929 · 
1930 · 
1931 · 
1932 · 
1933 · 
1934 · 
1935 · 
1936 · 
1937 · 
1938 · 
1939 · 
1940 · 
1941–1944 · 
1945 · 
1946 · 
1947 · 
1948 · 
1949 · 
1950–1955 · 
1956 · 
1957–1978 · 
1979 · 
1980–1989 · 
1990 · 
1991 · 
1992 · 
1993 · 
1994 · 
1995 · 
1996 · 
1997 · 
1998 · 
1999 · 
2000 · 
2001 · 
2002 · 
2003 · 
2004 · 
2005 · 
2006 · 
2007 · 
2008 · 
2009 · 
2010 · 
2011 · 
2012 · 
2013 · 
2014 · 
2015 · 
2016 · 
2017 ·
2018 ·
2019 ·
2020 ·
2021
Albanië ·
Andorra ·
Argentinië ·
Armenië ·
Azerbeidzjan ·
België ·
Bosnië en Herzegovina ·
Brazilië ·
Bulgarije ·
Chili ·
Cyprus ·
Denemarken ·
Duitsland ·
Egypte ·
Engeland ·
Estland ·
Faeröer ·
Finland ·
Frankrijk ·
Georgië ·
Gibraltar ·
Griekenland ·
Hongarije ·
Ierland ·
IJsland ·
Indonesië ·
Iran ·
Israël ·
Italië ·
Joegoslavië ·
Jordanië ·
Kazachstan ·
Koeweit ·
Kosovo ·
Kroatië ·
Letland ·
Liechtenstein ·
Luxemburg ·
Mali ·
Malta ·
Moldavië ·
Montenegro ·
Nieuw-Zeeland ·
Noord-Ierland ·
Noord-Macedonië ·
Noorwegen ·
Oekraïne ·
Oostenrijk ·
Polen ·
Portugal ·
Roemenië ·
Rusland ·
San Marino ·
Saoedi-Arabië ·
Schotland ·
Servië ·
Servië en Montenegro ·
Slovenië ·
Slowakije ·
Spanje ·
Tsjechië ·
Turkije ·
Turkmenistan ·
Verenigde Arabische Emiraten ·
Wit-Rusland ·
Zweden ·
Zwitserland